# Сквер Молодої гвардії (Луганськ)
Сквер і́мені «Молодо́ї гва́рдії» (до 2007 року сквер імені 30-річчя ВЛКСМ) — об'єкт  природно-заповідного фонду України, що має статус парку-пам'ятки садово-паркового мистецтва місцевого значення. Розташований у центрі Луганська, між вулицями Совєтська, Коцюбинського, Котельникова і Демьохіна.

## Історичний огляд

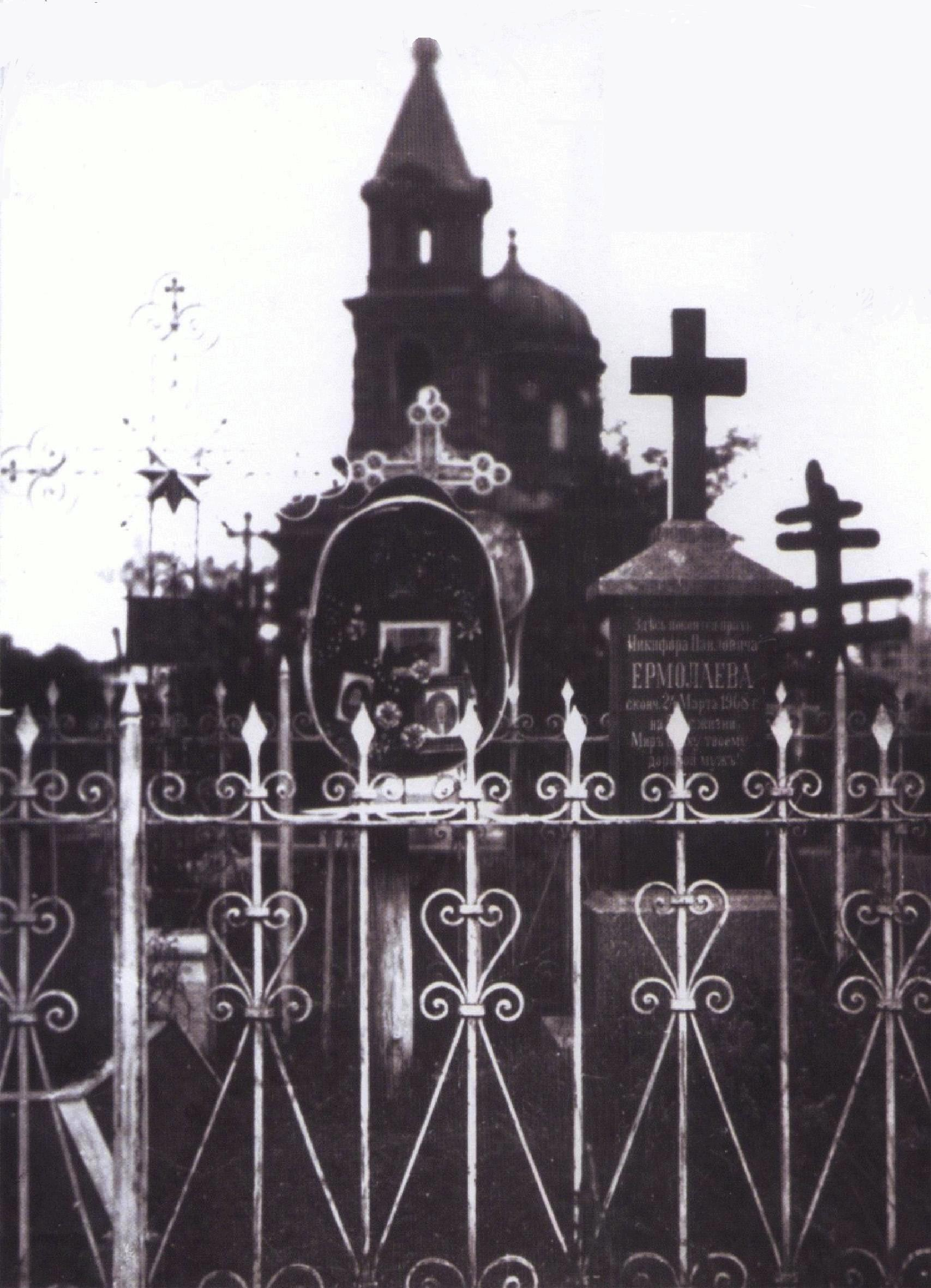
На місці скверу розташовувався цвинтар і Воскресенська церква

До Другої світової війни на цьому місці розташовувався Воскресенський цвинтар з церквою, зведеною 1905 року. Спочатку це була околиця Луганська, однак у часи індустріалізації кладовище опинилось у межах міста і було закрите 1935 року. Було ухвалене рішення розпланувати тут сквер. Після 1935 року зруйнували Воскресенську церкву. На її місці тепер стоять телевежа і споруди місцевої телерадіокомпанії.
Сквер заложили 1948 року, у 30-ту річницю комсомолу. Офіційне відкриття відбулось 1956 року.
2007 року з нагоди святкування 65-річниці заснування краснодонської молодіжної підпільної організації  часів Другої світової війни Ленінською районною радою і Луганською міською радою було ухвалене рішення про надання скверу імені цієї організації — «Молода гвардія»

## Рекреаційна зона
У парку розташовувались літній кінотеатр, дитячі атракціони (веселий потяг, традиційна і ланцюгова каруселі), які відкривались 1 травня. У теперішній час ці об’єкти занедбані. Натомість обладнали новий дитячий майданчик. 
У сквері регулярно проводяться заходи з нагоди різних свят. На День міста сквер заповнюється учасниками фестивалю національно-етнографічних культур. Тривалий час у цей день сквер використовувався для проведення виставки квітів, яку згодом перенесли у район естакади біля залізничного вокзалу.
Щосуботи і неділі (окрім зимового сезону) біля фонтану грає оркестр муніципального театру духової та естрадної музики. 
У 1990-х – початку 2000-х роках на території скверу у весняно-осінній сезон з’являлись літні майданчики з кафе. Однак прокуратура опротестувала таку практику, посилаючись на Закон України «Про природно-заповідний фонд України».
Водночас Луганська міська рада тривалий час не затверджувала технічну документацію щодо встановлення меж скверу Молодої гвардії, скверу ім. Героїв Великої Вітчизняної Війни, меморіалу «Гостра Могила» та інших природно-заповідних об'єктів у Луганську. Як наслідок, чиновники дозволи підприємцям звести у сквері двоповерхову аптеку. 
Тенденція скорочення зелених зон характерна для всього міста. У 1970-ті роки на одного луганчанина припадало 20 кв. м  зелених насаджень, а у 2010-х роках — лише 8,9 кв. м.

## Флора і фауна
Як об'єкт природно-заповідного фонду цей парк мало досліджений біологами. Загалом у флорі й фауні переважають адвентивні види: з рослин — гіркокаштан звичайний (Aesculus hippocastanum L.), з тварин — пес (Canis familiaris) і кіт свійський (Felis silvestris catus). У парковій зоні відомі знахідки рідкісних видів, у тому числі відмічений махаон, Papilio machaon (Linnaeus, 1758). У вечірні години й вночі, коли кількість відвідувачів зменшується, в парку відмічені кажани, зокрема пергач донецький (Eptesicus lobatus) та нетопир білосмугий (Pipistrellus kuhlii).
Рослинність парку має переважно чужорідний характер, з незначною часткою аборигенних видів рослин. У сквері росте понад 20 видів дерев і кущів, зокрема акація, береза, бузок, дуб, клен, кримська сосна, модрина, осокор, тополя, ялина та інші. Зі східного боку висаджена каштанова алея.

## Пам’ятники
1977 року установлені бюсти членам штабу молодіжної антифашистської організації «Молода гвардія» Сергію Тюленіну, Уляні Громовій, Олегу Кошовому, Івану Туркеничу, Любові Шевцовій та Івану Земнухову. У листопаді 1991 року їх скинули вандали. 
2001 року погруддя молодогвардійців викрали і здали на брухт. Однак уже в грудні бюсти відновили. 
| Пам’ятник | Зображення | Пам’ятник | Зображення |  |
| --- | ---------- | --- | ---------- |  |
| Братська могила 14 луганчан-червоногвардійців, загиблих у січні 1918 року в районі станції Глибока (нині Ростовської області) у сутичці з білогвардійцями — єдине нагадування про колишній цвинтар. 1964 року встановлена стела (скульптори В. Федченко і Г. Смєшной).                   |            | Ульянову-гімназисту, 1962 рік. Скульптори В. Федченко, В. Мухін, В. Агібалов. |            |  |
| Капсула з посланням «комсомольцям і молоді, які мають жити у 100-ту річницю ВЛКСМ» від учасників урочистого пленуму Луганського обкому ЛКСМ України, присвяченого 50-річчю ВЛКСМ (жовтень 1968)                                                                                          |            | У квітні 2008 року був закладений камінь під будівництво пам’ятника жертвам ОУН-УПА, який згодом установили на площі Героїв Великої вітчизняної війни.                                                              |            |  |
| Поетесі Тетяні Снєжиній. Пам’ятник, який встановили на День міста 2010 року, викликав неоднозначне ставлення городян. У народі його охрестили «Жінкою-часником». У пресі також піддали різкій критиці цей монумент, як черговий невдалий зразок однотипного монументального «мистецтва». |            | Загиблим співробітникам міліції у Великій вітчизняній війні і при виконанні службових обов’язків. Установлений 1965 року і перенесений 2001 року до меморіального комплексу біля обласного УВС. Скульптор В. Мухін. |            |  |

## Ан-12

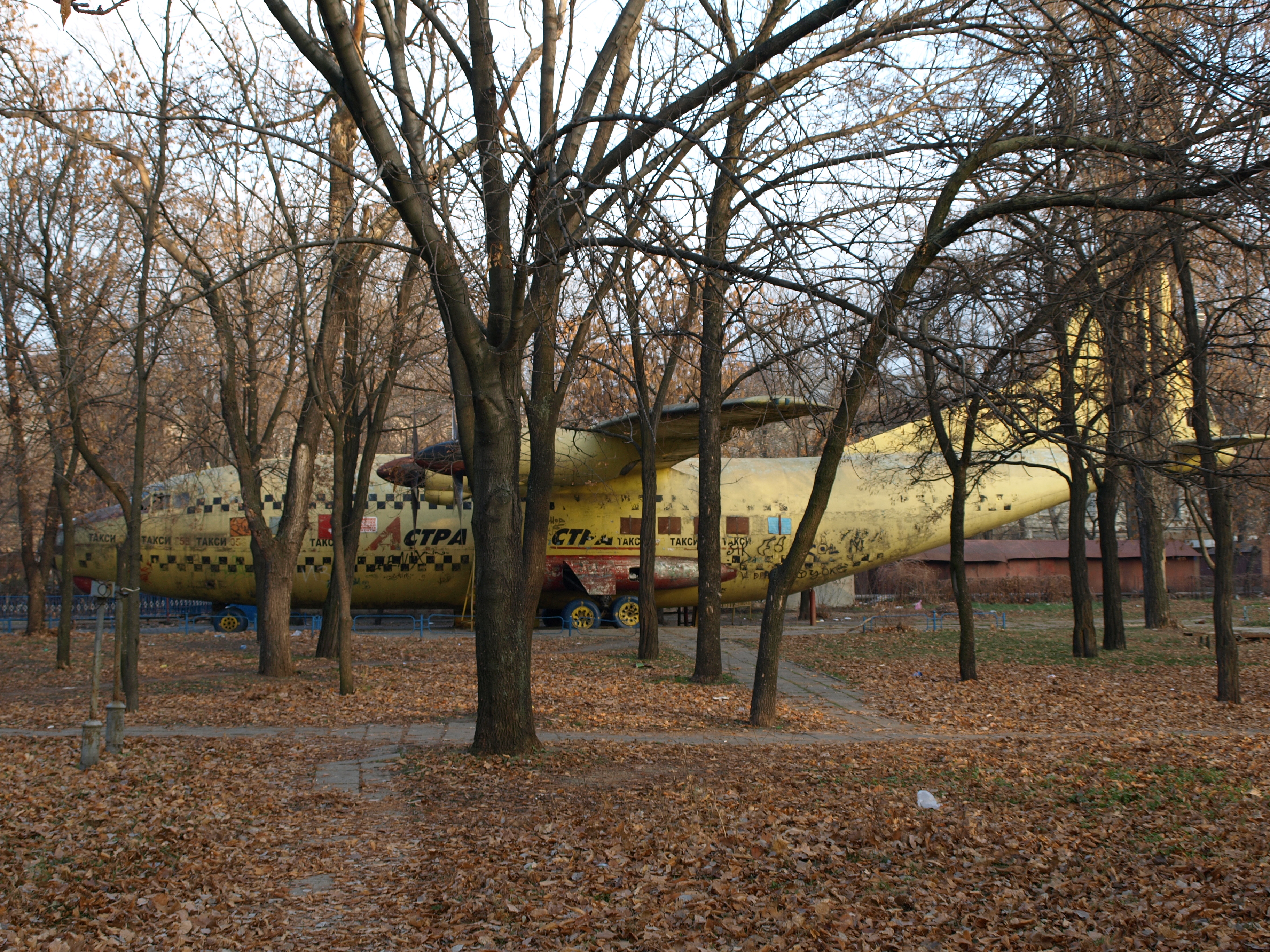
АН-12 у сквері. Фотографія 2010 року.

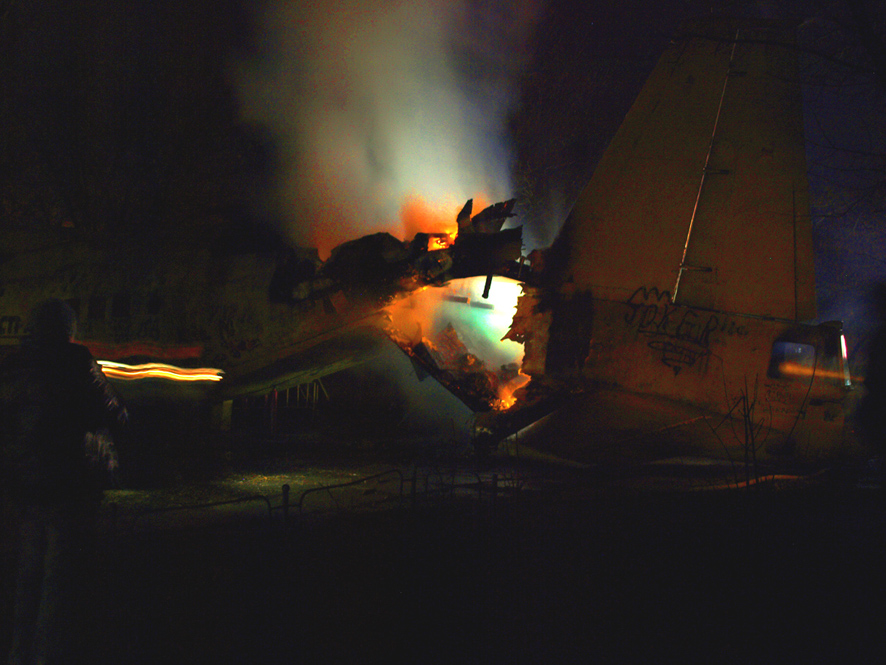
Пожежа у літаку

1977 року в сквері установлений літак Ан-12. Спочатку у ньому був влаштований невеликий кінотеатр для дітей, згодом встановлені дитячі атракціони. 2009 року власник літака планував відкрити у ньому дитяче кафе, однак міська влада відмовила. У жовтні 2011 року очільник Управління з питань екологічної безпеки міста заявив про наміри влади демонтувати Ан-12 і на цьому місці обладнати ще один дитячий майданчик.
21 листопада 2011 року літак підпалили і протягом наступних днів демонтували.

## Сучасний стан
Дитячі атракціони перебувають в аварійному стані. 2011 року частину з них знищила пожежа. Сквер поступово втрачає зелені насадження, частина старих дерев пропала. 
2009 року архітектори М. Пономарьов і Л. Шамагін  розробили проект капітального ремонту, який переміг у номінації «Найкращий проект благоустрою» на конкурсі архітекторів, що проводиться під патронатом Луганської облдержадміністрації.
2011 року на реконструкцію скверу в бюджеті міста було закладено 2,5 млн. грн., однак окрім косметичного ремонту фонтана, решту робіт припинили, за інформацією мерії, через брак грошей.

## Безпритульні у сквері
Теплотраса уздовж скверу стала улюбленим місцем безпритульних.
У січні 2010 року Луганська міськрада і благодійні організації для волоцюг відкрили у сквері тимчасову на період сильних морозів точку гарячого харчування. Цю практику продовжили наступного року.

## Народна й сленгова мікротопоніміка
- Парк імені Кладовища — назва скверу, розташованого на місці колишнього цвинтаря.
- Аптека «Вхід на цвинтар» — аптека, розташована біля входу до скверу.
- Бар на кістках — назва стосувалась різних торговельних закладів, що працювали в 1990-2000-х на території скверу.
- Залізяка — телевежа. Зафіксований також варіант вежа з веженятком — дитяча назва різних за висотою веж телерадіокомпанії.
- Солярій для бомжів — теплотраса уздовж скверу, на якій у холодну пору гріються безпритульні.

## Галерея

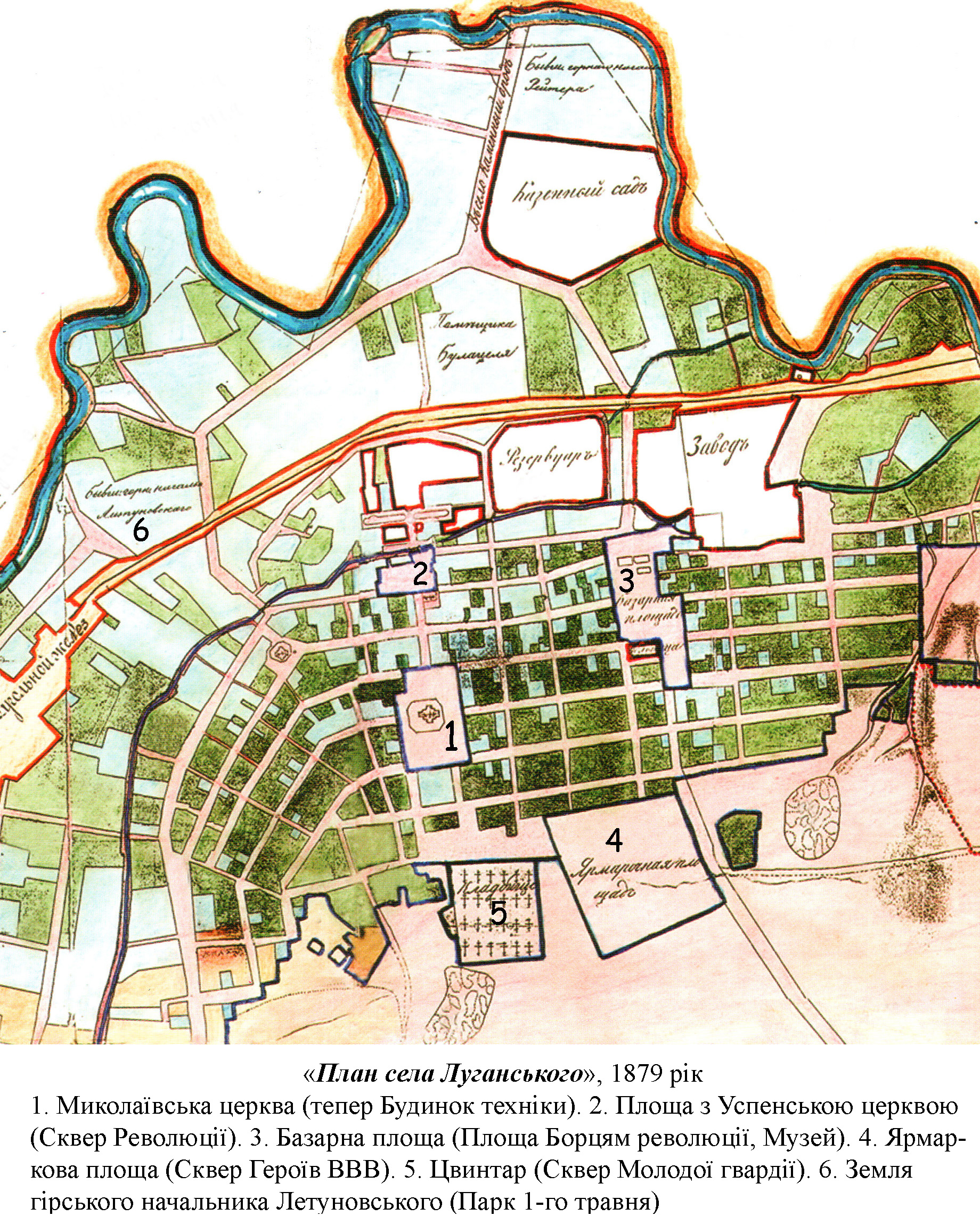
Колишній цвинтар на карті 1879 року позначений цифрою 5.
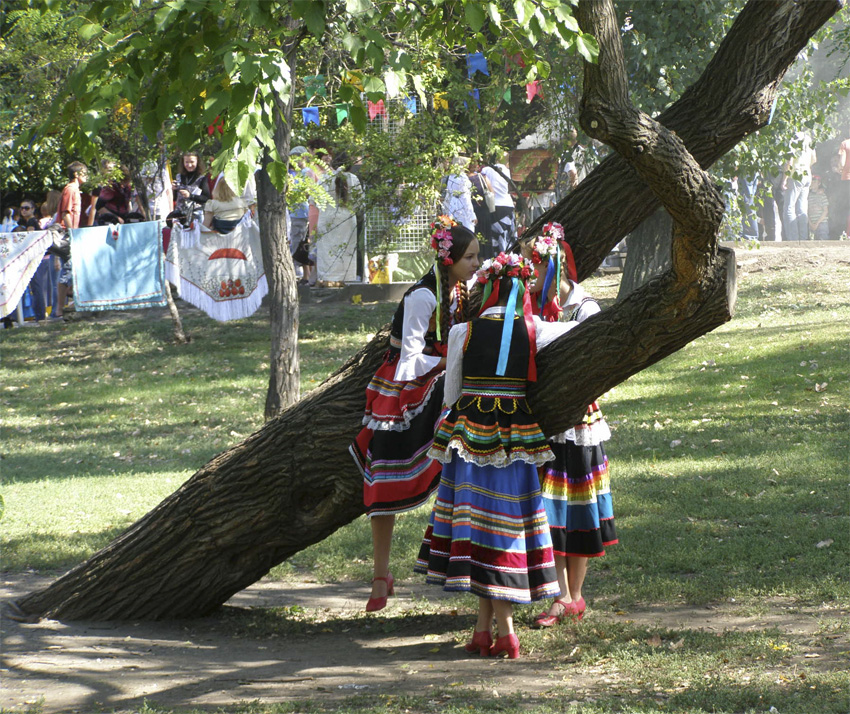
Фестиваль національно-етнографічних культур
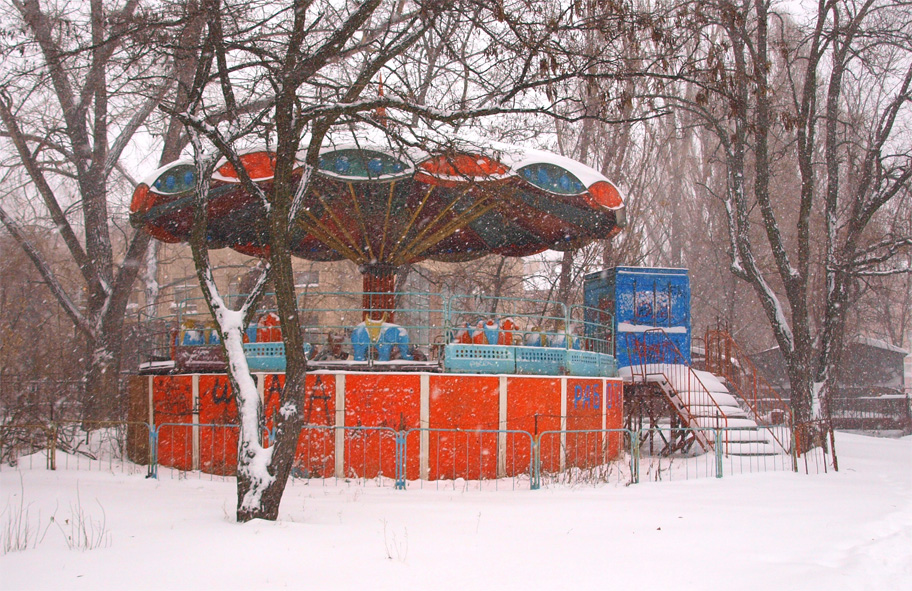
Карусель
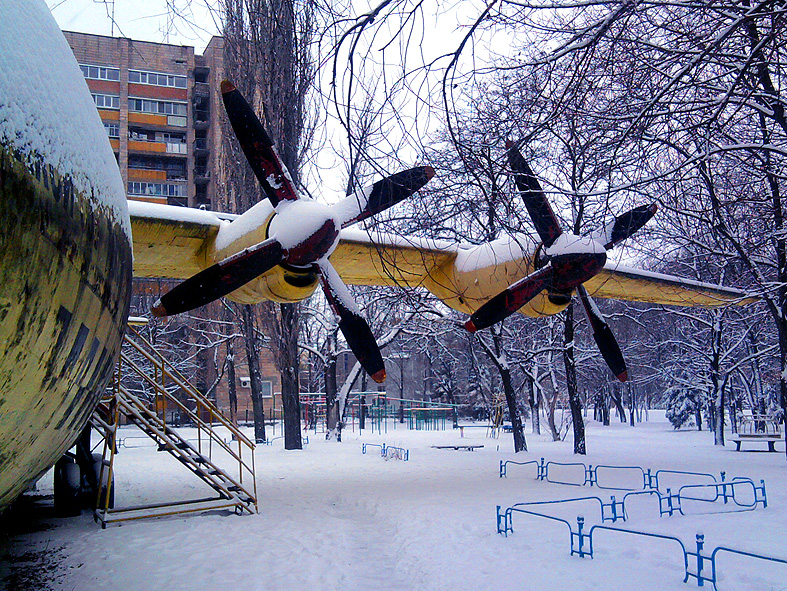
Ан-12 у сквері